# Bollo de Requena
El bollo de Requena, también conocido como torta de magras, o torta de tajá es una preparación panadera típica de la comarca valenciana de Requena-Utiel, en este de España. Es un tipo de torta o coca salada que se cubre con jamón, longaniza y sardinas. Preparaciones similares se encuentran en las serranías conquense y aragonesa, como es el caso de los regañaos de Teruel. Se puede degustar en las ferias patronales y otros eventos tradicionales de la comarca Requena Utiel.

## Preparación
Se prepara una masa de pan con harina de trigo, agua, aceite de oliva, masa madre, levadura y sal. Se coloca la masa sobre una bandeja y se extiende para que quede plana y rectangular. Se puede pintar la superficie con huevo para que quede brillante. Se le agrega longaniza de la tierra, sardinas en salmuera y tajás de jamón (cortes gruesos de jamón con su tocino), que antiguamente eran los productos cárnicos más económicos y que todo el mundo tenía por casa. Se deja reposar por media hora para que la masa fermente y al final se hornea a 180 °C durante otra media hora.